# Industria aerospaziale

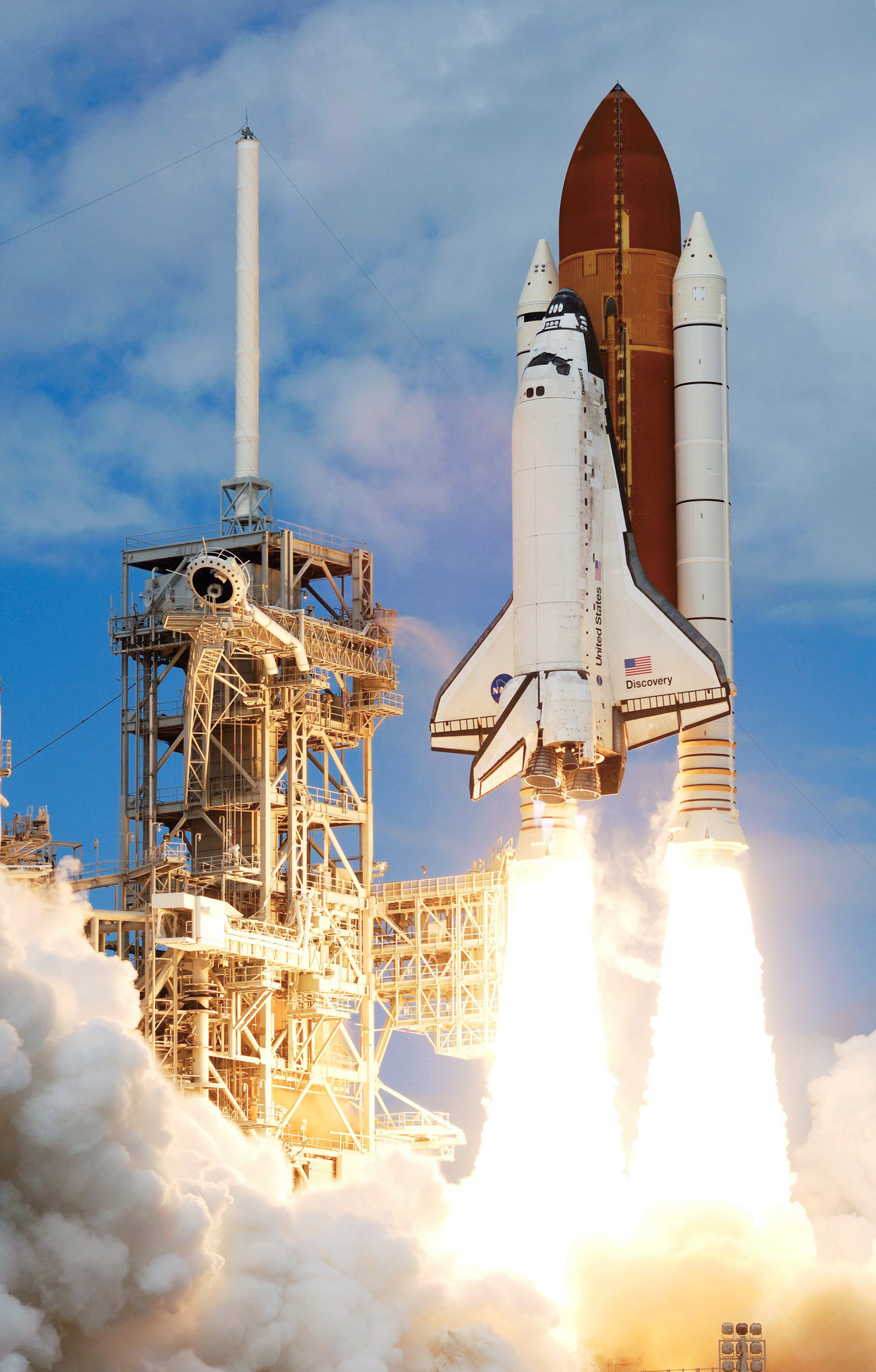
Lo Space Shuttle in decollo

L'industria aerospaziale è l'industria che si occupa della progettazione, produzione, commercializzazione e manutenzione di aeromobili (aeroplani, elicotteri, aeromobili a pilotaggio remoto, missili, ecc.), razzi, veicoli spaziali (definizione che include sonde spaziali robotiche, veicoli con equipaggio come le stazioni spaziali e satelliti artificiali), nonché attrezzature associate specifiche (propulsione, sistemi di navigazione, ecc.).
Queste attività sono strettamente collegate a quelle di fornitura di materiale militare; per quest'ultimo motivo e per il fatto che le tecnologie dell'esplorazione spaziale e quelle dell'aviazione sono strettamente collegate si usa la dizione "Industria aerospaziale" al posto di "Industria aeronautica" e si è diffusa la consuetudine di riunire le attività aeronautiche e spaziali e le attività militari collegate a questo mondo in un unico aggregato denominato "Aerospazio e difesa", come confermano le informazioni e i dati statistici forniti dalle principali associazioni internazionali e nazionali di categoria, AIA (Aerospace Industries Association, USA), ASD (Aerospace and Defense industries association of Europe) e AIAD (Federazione Aziende Italiane per l’Aerospazio, la Difesa e la Sicurezza).

## Descrizione

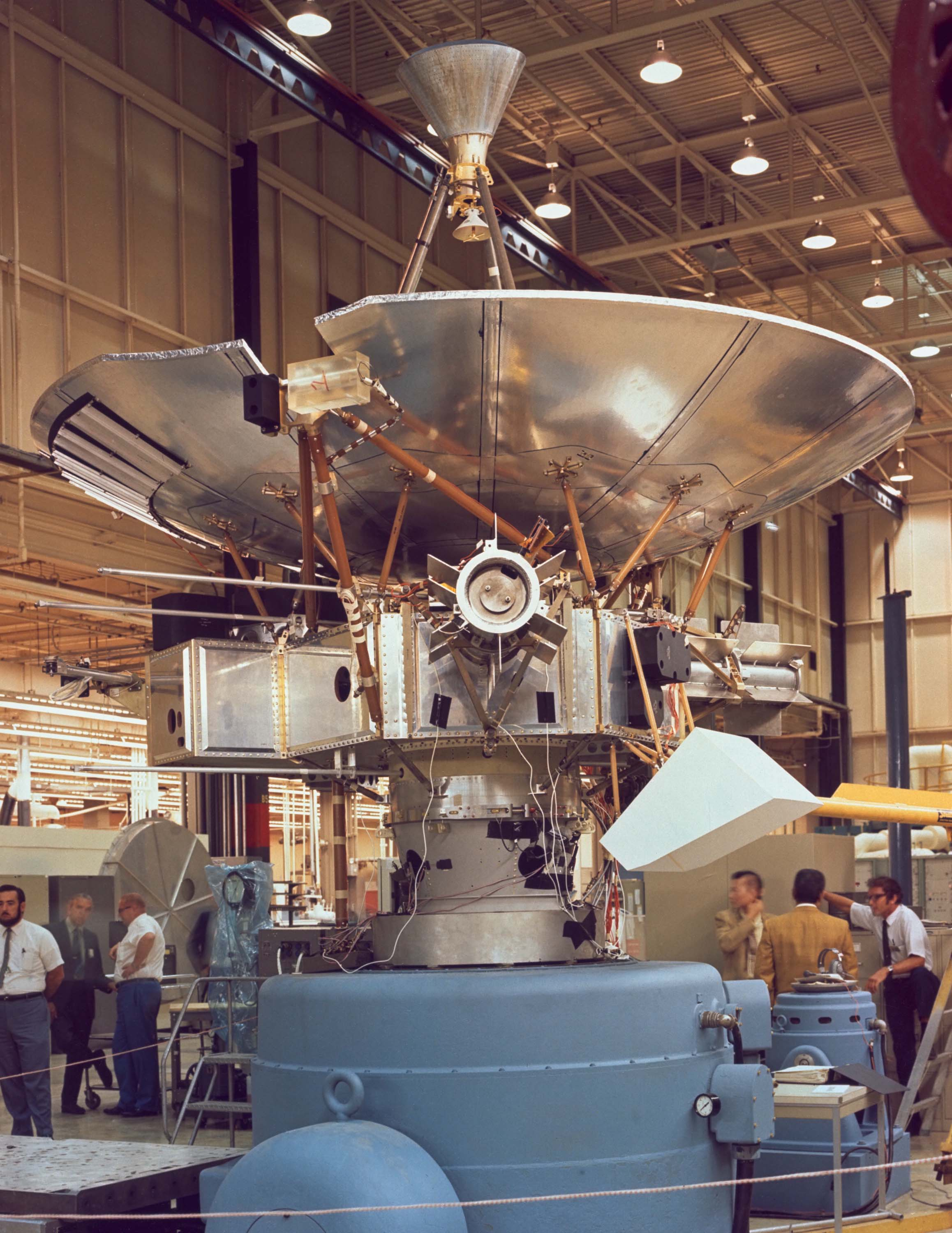
Costruzione della sonda Pioneer 10

Nella maggior parte dei paesi industriali, l'industria aerospaziale è una cooperazione tra industrie pubbliche e private. In diversi paesi i governi utilizzano parte delle imposte riscosse per finanziare un programma spaziale civile; è il caso ad esempio degli Stati Uniti con la NASA, di vari paesi europei con l'Agenzia spaziale europea, del Canada con l'Agenzia spaziale canadese, dell'India con l'Indian Space Research Organisation, del Giappone con la JAXA, della Russia con l'Agenzia Spaziale Russa, della Cina con l'Agenzia spaziale cinese, del Pakistan con la SUPARCO, dell'Iran con l'Agenzia spaziale iraniana e della Corea del Sud con l'Istituto coreano di ricerca aerospaziale (KARI).
Insieme a questi programmi pubblici, molte aziende producono strumenti tecnici e componenti come astronavi e satelliti. Alcune società note coinvolte nei programmi spaziali sono Boeing, Cobham, Airbus, SpaceX, Lockheed Martin, United Technologies, MacDonald Dettwiler e Northrop Grumman. Queste società sono anche coinvolte in altre aree dell'aerospazio, come la costruzione di aerei.
Negli Stati Uniti, il Dipartimento della Difesa e la NASA sono i maggiori consumatori di tecnologia e prodotti aerospaziali, mentre Boeing, United Technologies Corporation, Lockheed Martin e SpaceX sono tra i produttori aerospaziali più noti.
Tra le sedi importanti dell'industria aerospaziale civile in tutto il mondo ci sono: Seattle (Boeing), Hawthorne (SpaceX), California (Boeing, Lockheed Martin, ecc.), Montreal (Bombardier), Tolosa in Francia e Amburgo in Germania (entrambe Airbus / EADS), il nord-ovest dell'Inghilterra e Bristol nel Regno Unito (BAE Systems, Airbus e AgustaWestland), Querétaro, Messico (Bombardier Aerospace, General Electric Aviation) e Mexicali, Messico (United Technologies Corporation, Gulfstream Aerospace) nonché São José dos Campos in Brasile, dove ha sede il quartier generale di Embraer.

## Storia

### Gli inizi
L'industria aerospaziale moderna iniziò con l'ingegner George Cayley nel 1799, il quale propose un aereo con "un'ala fissa e una coda orizzontale e verticale", definendo le caratteristiche dell'aereo moderno. Il XIX secolo vide la creazione dell'Aeronautical Society of Great Britain (1866), della American Rocketry Society e dell'Istituto di scienze aeronautiche, che ha reso l'aeronautica una disciplina scientifica più seria. Aviatori come Otto Lilienthal, che introdusse i profili alari incurvati nel 1891, usarono le vele per analizzare le forze aerodinamiche. I fratelli Wright erano interessati al lavoro di Lilienthal e leggevano molte delle sue pubblicazioni. Trovarono anche ispirazione in Octave Chanute, un aviatore e autore di Progress in Flying Machines (1894). Fu il lavoro preliminare di Cayley, Lilienthal, Chanute e altri primi ingegneri aerospaziali che portò al primo volo di un aeroplano propulso e controllato, ad opera dei fratelli Wright a Kitty Hawk, in North Carolina, il 17 dicembre 1903.

### Il XX secolo

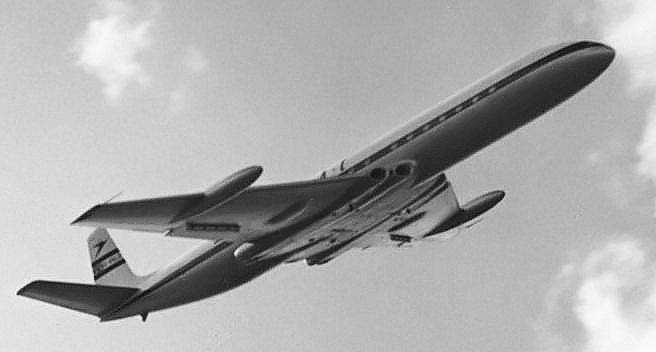
Comet

Nel corso della prima metà del XX secolo, l'industria aeronautica si diffuse in tutto il mondo industrializzato, sebbene prevalentemente negli Stati Uniti. Dalla fine della seconda guerra mondiale e ancora di più dal crollo del blocco sovietico, l'industria aeronautica è stata incontestabilmente dominata dagli Stati Uniti, sebbene l'Europa abbia raggiunto alcune innovazioni: il Comet della compagnia britannica de Havilland sarà il primo velivolo civile con propulsione a getto; il Caravelle, della compagnia francese Sud Aviation, fu il primo turbogetto commerciale a corto e medio raggio; la Francia e il Regno Unito svilupparono e lanciarono congiuntamente il Concorde, il primo aereo commerciale supersonico, che raggiunse la velocità di Mach 2. In seguito l'Europa, attraverso il consorzio Airbus, riuscì a stabilire una concorrenza effettiva nel settore dei trasporti civili. Alcuni stati europei hanno mantenuto un'industria militare aerospaziale per preservare la loro indipendenza dall'egemonia americana o perché gli Stati Uniti hanno negato loro l'accesso alla produzione americana. Il primato degli Stati Uniti è spiegato dalle dimensioni del suo mercato interno (militare e civile), che porta ad un più rapido ammortamento dei costi di produzione e dalla padronanza della tecnologia avanzata necessaria per lo sviluppo di nuovi dispositivi o sistemi.

### L'era spaziale

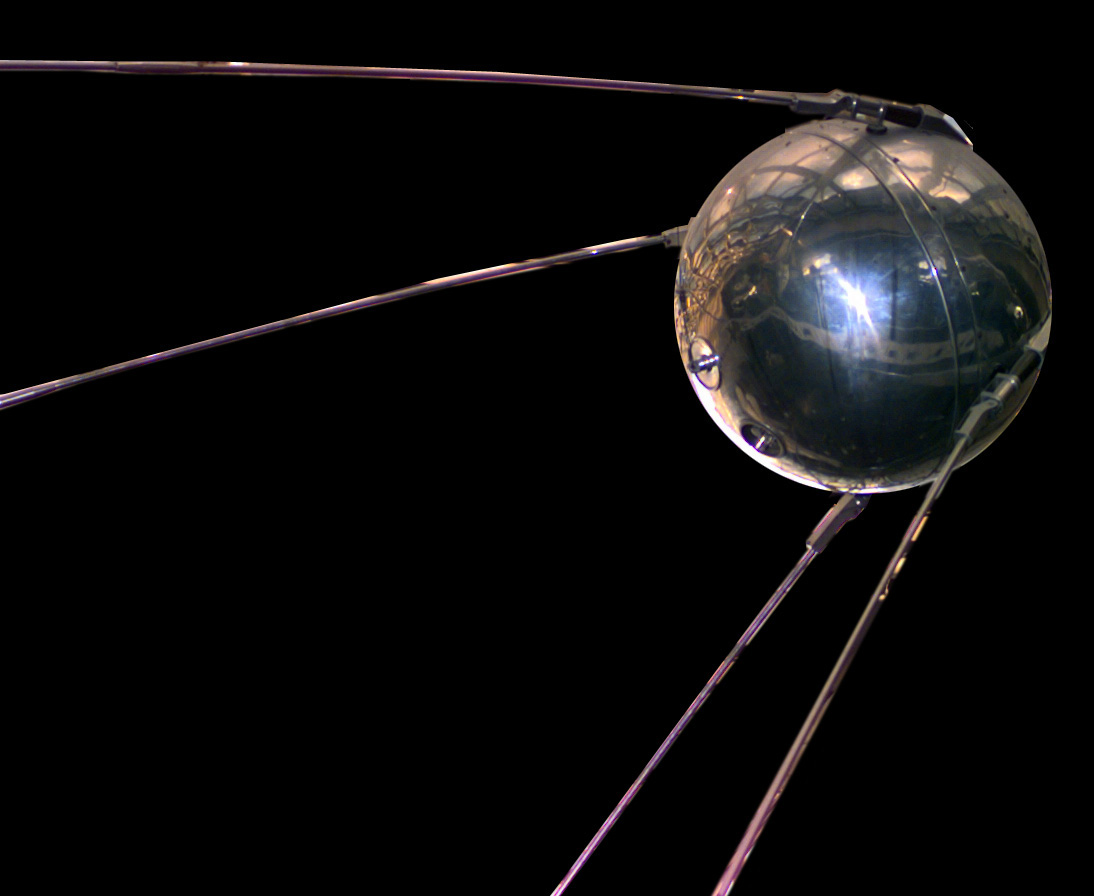
Sputnik 1

Il lancio dello Sputnik 1 nell'ottobre del 1957 iniziò l'era spaziale e l'Apollo 11 il 20 luglio 1969 realizzò il primo sbarco sulla luna con equipaggio. Nell'aprile del 1981, lo Space Shuttle Columbia segnò l'inizio di un regolare accesso con equipaggio allo spazio orbitale. Una presenza umana sostenuta nello spazio orbitale è iniziata con la Mir nel 1986 e prosegue tuttora con la Stazione spaziale internazionale. La commercializzazione spaziale e il turismo spaziale sono caratteristiche più recenti del settore aerospaziale.

### Tra XIX e XX secolo: il raggruppamento delle aziende del settore
L'importanza degli investimenti e l'ampiezza dei cicli necessari per sviluppare un nuovo dispositivo hanno accelerato il raggruppamento dei gruppi industriali attraverso acquisti e fusioni. Questa tendenza è molto evidente nei produttori di aeromobili e motori, anche se un po' 'meno per i produttori di attrezzature.
In Francia rimangono solo Dassault Aviation, produttore di aeromobili, Snecma, produttori di motori aeronautici, e Thales. Aérospatiale era un'altra azienda aerospaziale creata nel 1970 e composta da più di una dozzina di società create prima della seconda guerra mondiale pioniere nel settore dell'aviazione, ma nel 2001 si è fusa con un'altra società per creare Aérospatiale-Matra e poi è stata assorbita dalla società europea EADS.
Nel Regno Unito, il produttore BAE Systems e il produttore di motori Rolls-Royce plc hanno seguito un corso identico. Pertanto, BAE è stata costituita il 30 novembre 1999 con la fusione di British Aerospace (BAe), de Havilland, Avro, Blackburn, Hawker, Armstrong, Vickers, Bristol e Marconi Electronic Systems (MES), la filiale di difesa di General Electric (GEC). A seguito della fusione, BAE Systems è il successore di molti dei più famosi aerei e sistemi di difesa britannici.

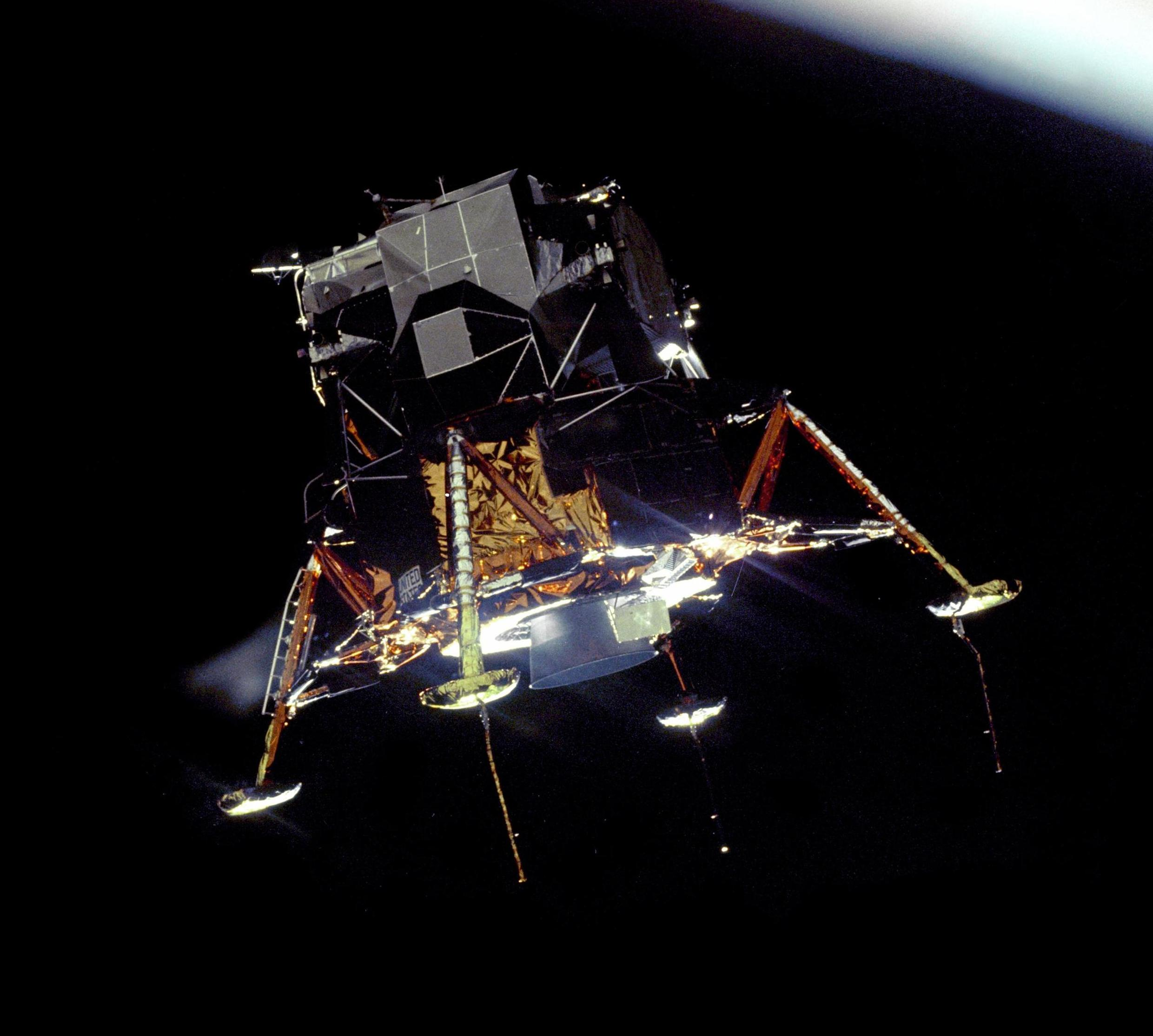
Apollo 11

In Germania, il costruttore DASA (Deutsche Aerospace AG) è emerso dalla fusione di Messerschmitt, Bölkow, Dornier e due divisioni di AEG. Nel luglio 2000, DASA si è fusa con Aérospatiale-Matra e CASA per formare EADS.
In Spagna, la società di costruzioni CASA associata a EADS, la società di tecnologia SENER, il consorzio IberEspacio e l'operatore satellitare Hisdesat sono le più importanti società spagnole nell'industria spaziale europea del XXI secolo.
Negli Stati Uniti, un'identica evoluzione ha portato a fusioni all'interno dei produttori di aeromobili: Boeing (McDonnell, Douglas, Nord America), General Dynamics (Gulfstream), Northrop Grumman (Northrop, Grumman, Westinghouse, Teledyne-Ryan, TRW) , Lockheed Martin (Lockheed, Martin Marietta). Allo stesso modo, la società Rockwell Collins si concentra sulla produzione di apparecchiature, mentre United Technologies e General Electric si dedicano alla produzione di motori.
Tra il 1988 e il 2011, in tutto il mondo oltre 6 068 fusioni e acquisizioni con un valore totale noto di 678 miliardi di dollari USA è stato annunciato. Le transazioni più grandi sono state:
- L'acquisizione di Rockwell Collins da parte di United Technologies Corporation per 30,0 miliardi di dollari USA nel 2018.
- L'acquisizione di Goodrich Corporation da parte di United Technologies Corporation per 16,2 miliardi di dollari USA nel 2011.[4]
- Allied Signal si è fusa con Honeywell in uno scambio azionario del valore di 15,6 miliardi USA nel 1999[5].
- La fusione di Boeing con McDonnell è stata valutata a 13,4 miliardi di dollari USA nel 1996[6].
- Marconi Electronic Systems, una sussidiaria di GEC, è stata acquisita da British Aerospace per 12,9 miliardi di dollari USA nel 1999[7] (ora chiamato: BAE Systems).
- Raytheon ha acquisito Hughes Aircraft per 9,5 miliardi di dollari USA nel 1997.

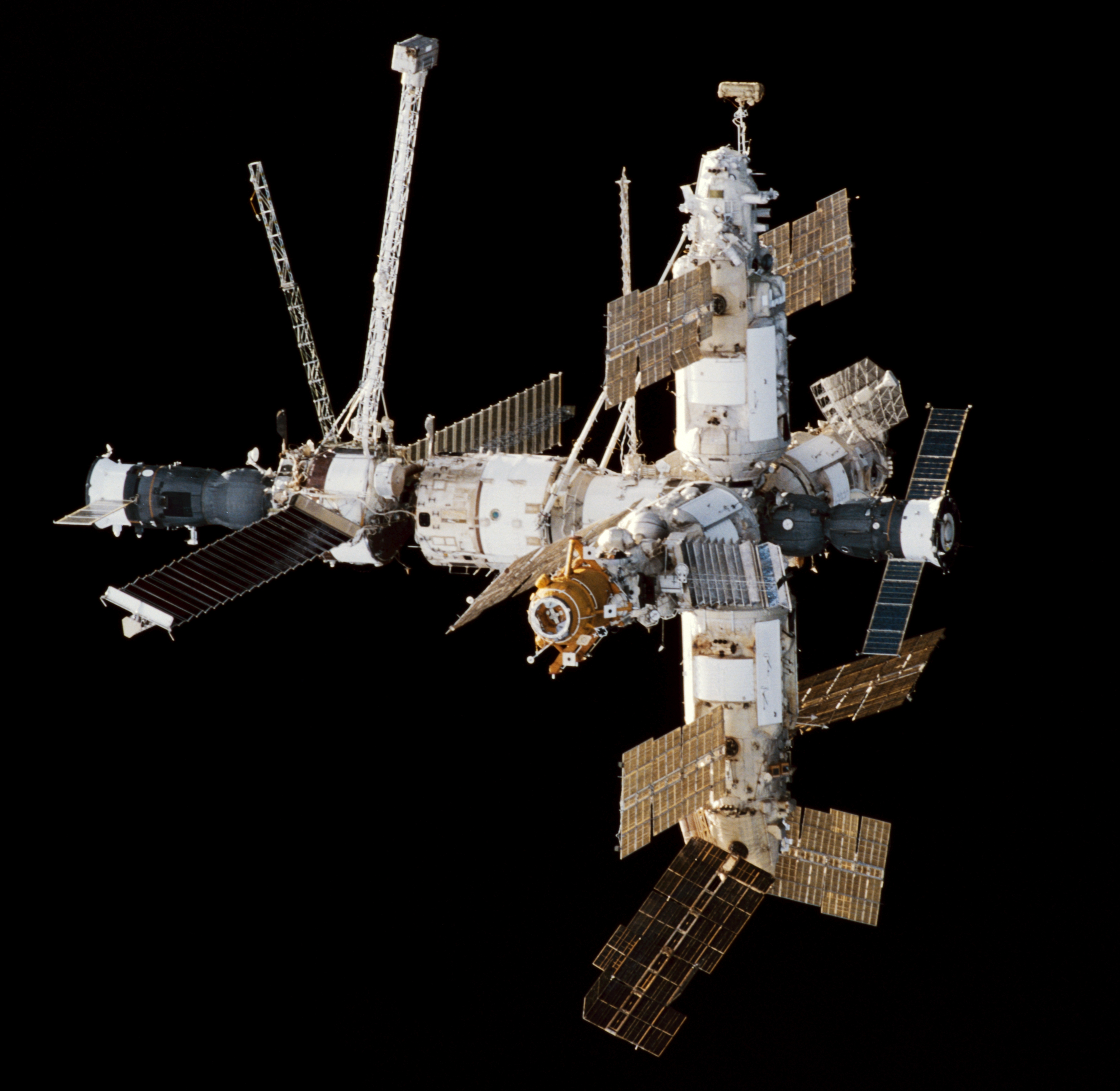
Mir

Parallelamente a queste ristrutturazioni, fusioni e acquisizioni sono emersi nuovi costruttori nei paesi in via di sviluppo (in particolare, sud-est asiatico e sud America). Al momento, molti costruttori dell'industria aeronautica emersi dal blocco sovietico rimangono in gran parte dipendenti dall'industria europea ed americana per i loro motori e attrezzature.

## L'industria aerospaziale nel mondo

### America
Negli Stati Uniti, il Dipartimento della Difesa e la National Aeronautics and Space Administration (NASA) sono i due maggiori consumatori di tecnologie e prodotti aerospaziali. L'industria aerospaziale ha impiegato 472 000 salariati nel 2006, la maggior parte dei quali erano nello stato di Washington e in California, con anche il Missouri, New York e il Texas. I maggiori produttori statunitensi stanno affrontando una crescente carenza di manodopera man mano che lavoratori qualificati statunitensi invecchiano e vanno in pensione. I programmi di apprendistato come l'Aerospace Joint Apprenticeship Council (AJAC) lavorano in collaborazione con i datori di lavoro aerospaziali dello Stato di Washington e i college della comunità per formare nuovi dipendenti di produzione per mantenere l'industria fornita.
In passato il Canada fabbricava alcuni dei suoi progetti per aerei da guerra a reazione (ad esempio il caccia CF-100), poi per alcuni decenni ha fatto affidamento sulle importazioni dagli Stati Uniti e dall'Europa per soddisfare le sue esigenze. Un'altra espressione del mondo aerospaziale canadese degna di nota è stato lo sviluppo degli anni '50 dell'Avro Canada CF-105 Arrow, un caccia intercettore supersonico, che nel 1959 fu cancellato con una decisione molto controversa.

### Europa

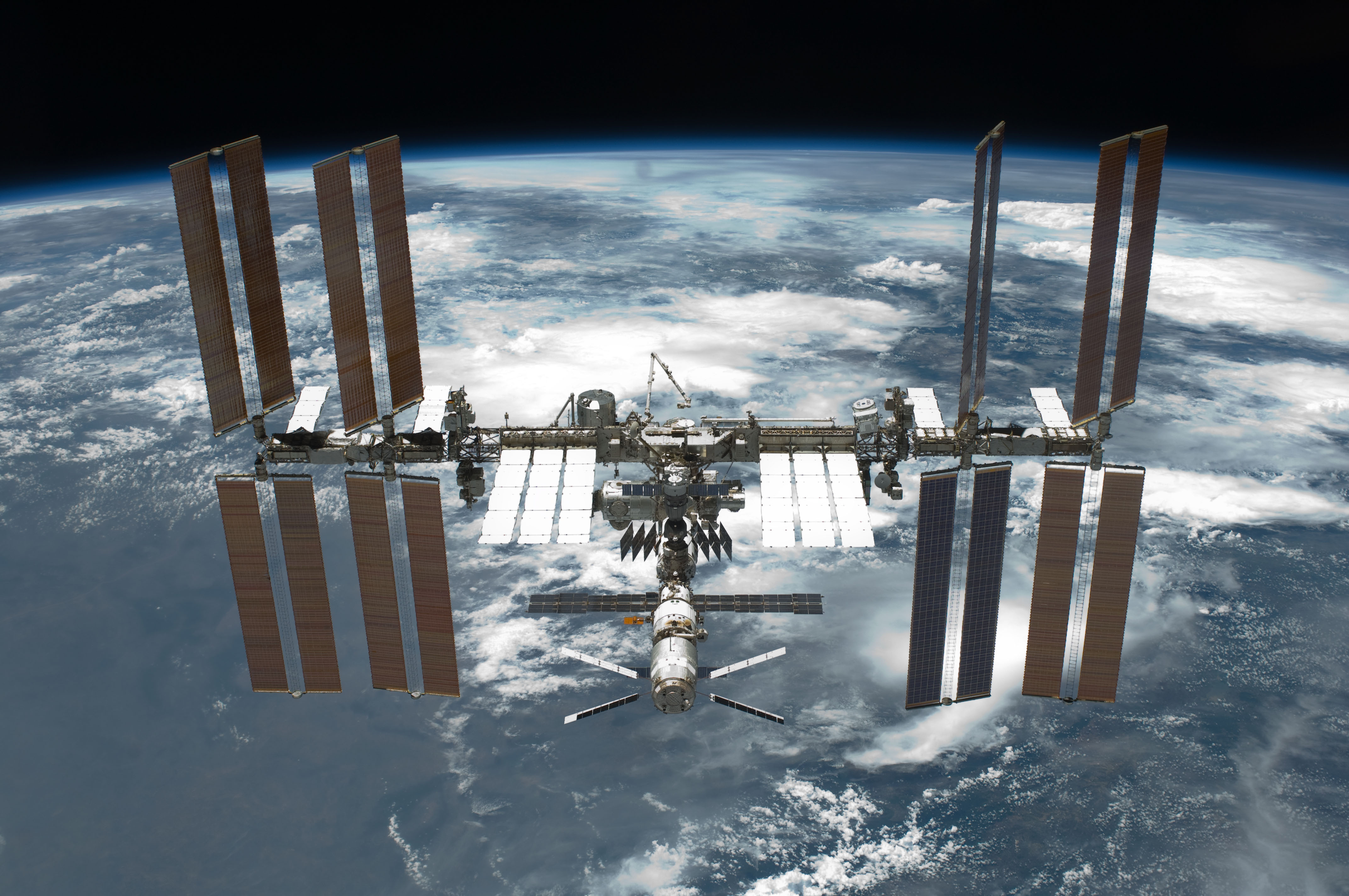
Stazione spaziale internazionale

Nell'Unione europea, le aziende Airbus, BAE Systems, Thales, Dassault, Saab e Leonardo (l'ex Finmeccanica) rappresentano gran parte dell'industria aerospaziale e degli sforzi di ricerca in tale campo, con l'Agenzia spaziale europea come uno dei maggiori consumatori di tecnologia e prodotti aerospaziali.
La Francia ha continuato a fabbricare i suoi aerei da guerra per la sua aviazione e la marina e la Svezia continua a fabbricare i suoi aerei da guerra per l'Aeronautica svedese, specialmente a sostegno della sua posizione di paese neutrale. Altri paesi europei collaborano per creare aerei militari (come il Panavia Tornado e l'Eurofighter Typhoon), oppure per importarli dagli Stati Uniti. Dal 1º gennaio 2011 anche la Francia ha, attraverso l'ENAC, la più grande università aeronautica europea.
Il Regno Unito ha precedentemente tentato di mantenere la propria grande industria aerospaziale, costruendo aerei di linea e aerei da guerra, ma alla fine ha ampiamente trasformato la propria attività in cooperativa con le compagnie continentali ed è diventato anche un grande cliente di importazione dagli Stati Uniti. Il Regno Unito ha comunque un settore aerospaziale molto attivo, di cui fa parte il secondo più grande appaltatore della difesa al mondo, BAE Systems, che fornisce aeromobili completamente assemblati, componenti aeronautici, sottounità e sottosistemi ad altri produttori, sia in Europa che in tutto il mondo.
In Russia, grandi compagnie aerospaziali come Oboronprom e United Aircraft Corporation (che include Mikoyan, Sukhoi, Ilyushin, Tupolev, Yakovlev e Beryev) sono tra i principali produttori globali in questo settore. L'ex Unione Sovietica fu la sede di un'importante industria aerospaziale.

### Asia
Nella Repubblica Popolare Cinese, Pechino, Xi'an, Chengdu, Shanghai, Shenyang e Nanchang sono i principali centri di ricerca e produzione dell'industria aerospaziale. La Cina ha sviluppato una vasta capacità di progettare, testare e produrre aerei militari, missili e veicoli spaziali. Nonostante la cancellazione nel 1983 della sperimentale Shanghai Y-10, la Cina sta ancora sviluppando la sua industria aerospaziale civile.
In India Bangalore è un importante centro dell'industria aerospaziale: vi hanno sede la Hindustan Aeronautics Limited, la National Aerospace Laboratories e l'Indian Space Research Organisation (ISRO); quest'ultimo ha lanciato il primo satellite della Luna, Chandrayaan-1, nell'ottobre 2008.
Il Pakistan ha un'industria di ingegneria aerospaziale in via di sviluppo. La National Engineering and Scientific Commission, Khan Research Laboratories e Pakistan Aeronautical Complex sono tra le principali organizzazioni coinvolte nella ricerca e sviluppo in questo settore. Il Pakistan ha la capacità di progettare e fabbricare razzi guidati, missili e veicoli spaziali. La città di Kamra ospita il Complesso Aeronautico del Pakistan che contiene diverse fabbriche. Questa struttura è responsabile della produzione degli aerei Thunder MFI-17, MFI-395, K-8 e JF-17. Il Pakistan ha anche la capacità di progettare e produrre veicoli aerei senza equipaggio armati e non armati.

## Tecnologia
Molteplici tecnologie e innovazioni sono utilizzate nell'industria aerospaziale, molte delle quali sono nate nella seconda guerra mondiale.
- Brevettato da Short Brothers, le ali pieghevoli ottimizzano l'immagazzinamento della portaerei da una semplice piega a tutta l'ala rotante del V-22, e la piega alari da 12 ft (3,7 m) del Boeing 777X per la compatibilità aeroportuale.
- Per migliorare le prestazioni a bassa velocità, un de Havilland DH4 è stato modificato da Handley Page a un monoplano con dispositivi ad alto sollevamento: lamelle a tutta apertura e ali del bordo posteriore; nel 1924, i flap di Fowler che si estendono all'indietro e all'inverso furono inventati negli Stati Uniti, e usati sul Lockheed Model 10 Electra mentre nel 1943 i lembi di Krueger all'avanguardia erano stati inventati in Germania e successivamente usati sul Boeing 707.
- Il grande tunnel di ricerca sull'elica del 1927 al NACA Langley confermò che il carrello di atterraggio era una delle principali fonti di resistenza, nel 1930 il Boeing Monomail presentava una marcia retrattile.
- Il rivetto a filo ha spostato il rivetto a cupola negli anni '30 e le pistole a rivetto pneumatico funzionano in combinazione con un pesante bilanciere di reazione; a seconda della deformazione plastica, i rivetti speciali sono stati sviluppati per migliorare la vita a fatica come elementi di fissaggio a taglio come l'Hi-Lok, i perni filettati si serrano fino a quando un collare si rompe con una coppia sufficiente.
- Nato per la prima volta nel 1935, il Queen Bee era un drone bersaglio radiocomandato derivato dal Tiger Moth per l'addestramento Flak; Ryan Firebee era un drone bersaglio a propulsione a jet sviluppato in UAV da ricognizione a lungo raggio: il Ryan Model 147 Fire Fly e Lightning Bug; lo scout israeliano IAI e Tadiran Mastiff hanno lanciato una linea di UAV sul campo di battaglia tra cui il ricercatore IAI; sviluppato dal General Atomics GNAT UAV long-endurance per la CIA, il Predator MQ-1 ha portato alla MQ-9 Reaper armata.
- Alla fine della prima guerra mondiale, la potenza del motore a pistone potrebbe essere aumentata comprimendo l'aria di aspirazione con un compressore, compensando anche la diminuzione della densità dell'aria con l'altitudine, migliorata con turbocompressori del 1930 per il Boeing B-17 e i primi aerei di linea pressurizzati.
- Il disastro di Hindenburg del 1937 pose fine all'era dei dirigibili dei passeggeri, ma la US Navy usò dirigibili per la guerra antisommergibile e l'allarme rapido aereo negli anni '60, mentre piccoli dirigibili continuano ad essere utilizzati per pubblicità aerea, voli panoramici, sorveglianza e ricerca e l'Airlander 10 o il Lockheed Martin LMH-1 continuano a essere sviluppati.
- Poiché le compagnie aeree statunitensi erano interessate al volo in alta quota verso la metà degli anni '30, il Lockheed XC-35 con cabina pressurizzata fu testato nel 1937 e il Boeing 307 Stratoliner fu sviluppato come il primo aereo a pressione.
- Nel 1933, il plexiglas, una plastica acrilica trasparente, fu introdotto in Germania e poco prima della seconda guerra mondiale, fu utilizzato per la prima volta per i parabrezza degli aerei in quanto più leggero del vetro, migliorò la visibilità dei piloti da combattimento.
- Nel gennaio del 1930, il pilota e ingegnere della Royal Air Force Frank Whittle depositò un brevetto per un motore aeronautico a turbina a gas con un iniettore, un compressore, un combustore, una turbina e un ugello, mentre un ricercatore indipendente fu sviluppato dal ricercatore Hans von Ohain in Germania; entrambi i motori funzionarono in poche settimane all'inizio del 1937 e il velivolo sperimentale Heinkel He 178 a propulsione Heinkel HeS, realizzato il primo volo il 27 agosto 1939, volò il 15 maggio 1941 con il prototipo Gloster E.28 / 39 di Whittle W.1.
- Nel 1935, la Gran Bretagna dimostrò il rilevamento e il raggio della radio degli aerei e nel 1940 la RAF introdusse i primi radar aeronautici VHF su Bristol Blenheims, quindi radar a frequenza più alta con un magnetron a cavità su Bristol Beaufighters nel 1941 e nel 1959 il radar-homing Hughes AIM-4 Falcon è diventato il primo missile guidato americano sul Convair F-106.
- Agli inizi degli anni '40, i piloti British Hurricane e Spitfire indossavano tute da ginnastica per prevenire il G-LOC.
- I ricercatori della Mayo Clinic svilupparono vesciche piene d'aria per sostituire le vesciche piene d'acqua e nel 1943 le forze armate statunitensi iniziarono ad usare tute anti-pressione dalla David Clark Company.
- Il sedile di espulsione moderno fu sviluppato durante la seconda guerra mondiale, un sedile su rotaie espulso dai razzi prima che si aprisse il paracadute, che potrebbe essere stato potenziato dall'USAF alla fine degli anni '60 come un autogiro a turbogetto con 50 nm di gamma, il Kaman KSA -100 SAVER.
- Nel 1942, il macchinista John T. Parsons progettò la lavorazione a controllo numerico per tagliare strutture complesse da solidi blocchi di lega, piuttosto che assemblarli, migliorando la qualità, riducendo il peso e risparmiando tempo e costi per la produzione di paratie.
- Nella seconda guerra mondiale, i giroscopi tedeschi V-2 combinati, un accelerometro e un computer primitivo per la navigazione inerziale in tempo reale che consente il monitoraggio morto senza riferimento a punti di riferimento o stelle guida.
- L'aereo supersonico Miles M.52 del Regno Unito doveva avere un postcombustore, aumentando la spinta del turbogetto bruciando ulteriore carburante nell'ugello, ma fu cancellato nel 1946.
- Nel 1935, l'aerodinamico tedesco Adolf Busemann propose di usare le ali rotte per ridurre la resistenza ad alta velocità e il prototipo di caccia Messerschmitt P.1101 fu completato per l'80% entro la fine della seconda guerra mondiale.
- Nel 1951, l'Avro Jetliner presentava un sistema di protezione dal ghiaccio Goodyear attraverso resistenze elettro-termiche nei bordi d'attacco delle ali e della coda; aeromobili a getto d'aria utilizzavano l'aria di spurgo del motore a caldo e gli aeromobili più leggeri utilizzano protezioni antighiaccio pneumatici o il liquido antigelo sulle eliche e i bordi d'attacco delle ali e della coda.
- Nel 1954, Bell Labs sviluppò il primo computer digitale aereo transistorizzato, Tradic per il Boeing B-52 degli Stati Uniti e negli anni '60 Raytheon costruì l'Apollo Guidance Computer sviluppato dal MIT; il bus digitale avionico MIL-STD-1553 è stato definito nel 1973, inizialmente utilizzato nel General Dynamics F-16, mentre l'ARINC 429 civile è stato utilizzato per la prima volta nei Boeing 757 / B767 e Airbus A310 nei primi anni '80.
- Dopo la seconda guerra mondiale, il promotore iniziale di energia fotovoltaica per il veicolo spaziale, Hans K. Ziegler, fu portato negli Stati Uniti sotto l'operazione Paperclip lungo Wernher von Braun e Vanguard 1 fu la sua prima applicazione nel 1958, successivamente potenziata in strutture nello spazio come il Schieri solari della Stazione spaziale internazionale di 0,33 ettari.
- Negli anni '50, per migliorare la spinta e l'efficienza del carburante, il flusso d'aria del motore a getto era diviso in un flusso centrale e un flusso di bypass con una velocità inferiore per una migliore efficienza propulsiva: il primo era Rolls-Royce Conway con un BPR 0.3 sul Boeing 707 nel 1960, seguito da Pratt & Whitney JT3D con un 1.5 BPR e, derivato dal J79, il General Electric CJ805 alimentava il Convair 990 con una combustione del carburante da crociera inferiore del 28%; rapporto di bypass migliorato con il BPR Rolls-Royce Trent XWB da 9,3, il 10: 1 BPR GE9X e il Pratt & Whitney GTF con i nuclei con il rapporto di alta pressione.

### Sicurezza funzionale
La sicurezza funzionale si riferisce a una parte della sicurezza generale di un sistema o di un'apparecchiatura, implicando che esso possa essere utilizzato correttamente e senza causare alcun pericolo, rischio, danni o lesioni.
La sicurezza funzionale è fondamentale nell'industria aerospaziale, che non consente compromessi o negligenze. A tale riguardo gli organismi di vigilanza, come l'Agenzia europea per la sicurezza aerea (EASA), regolano il mercato aerospaziale con rigidi standard di certificazione. Questo ha lo scopo di raggiungere e garantire il massimo livello possibile di sicurezza. Gli standard Americani AS 9100, quello europeo EN 9100 e l'asiatico JISQ 9100 si rivolgono in particolare al settore aerospaziale e aeronautico. Queste sono norme applicabili alla sicurezza funzionale dei veicoli aerospaziali. Alcune aziende sono quindi specializzate nella certificazione, nella verifica ispettiva e nella verifica dei veicoli e dei pezzi di ricambio per garantire e attestare la conformità alle normative appropriate.

### Scorporo
Lo scorporo è il processo che vede protagonista qualsiasi tecnologia derivante direttamente dalla codifica o dai prodotti creati nel mondo aerospaziale e riprogettata per uno scopo alternativo. Questi progressi tecnologici sono uno dei risultati primari dell'industria aerospaziale, con ricavi per 5,2 miliardi di dollari generati dalla tecnologia dello scorporo, inclusi computer e dispositivi cellulari. Questi scorpori hanno applicazioni in una varietà di campi diversi tra cui la medicina, i trasporti, l'energia, i beni di consumo, la sicurezza pubblica e altro ancora. La NASA pubblica un rapporto annuale chiamato "Spin-off", riguardante molti dei prodotti e dei benefici specifici per le aree summenzionate, nel tentativo di evidenziare alcuni dei modi in cui il finanziamento viene utilizzato. Ad esempio, nella più recente edizione di questa pubblicazione, "Spinoffs 2015", gli endoscopi sono considerati una delle derivazioni mediche del successo aerospaziale. Questo dispositivo consente una neurochirurgia più precisa e successivamente economica riducendo le complicanze attraverso una procedura minimamente invasiva che abbrevia il ricovero.